# Smärtbehandling
Smärtbehandling eller smärtlindring brukar ofta delas upp i: 
- Postoperativ smärtbehandlig (det vill säga efter kirurgi och liknande) och annan akut smärtbehandling.
- Långvarig smärtbehandling, vid till exempel tumörsjukdomar och annan långvarig smärta.

I Sverige är Smärtlindring en medicinsk tilläggsspecialitet och Sektionen för Smärtlindring är en sektion inom Svenska Läkaresällskapet.
Ett äldre och mycket omtvistat namn på detta medicinska område är algologi.

## Icke-farmakologisk behandling
Icke-farmakologisk behandling kan användas som komplement till smärtstillande medicin:
- Breda och samordnade rehabiliteringsprogram
- Psykologiska behandlingsmetoder, såsom Kognitiv beteendeterapi (KBT) och hypnos.
- Avslappningsövningar
- Mental träning
- Olika sorts elektroterapi:
- Transkutan elektrisk nerv-stimulering (TENS)
- Ryggmärgsstimulering (SCS)
- Fysisk aktivitet/träning
- Massage
- Värme
- Kyla
- Akupunktur

### Forskningsstöd
(Bör utökas.)
Hypnos har i en metaanalys visats fungera som smärtbehandling, både vid akut och kronisk smärta. En av skillnaderna mellan behandling av kronisk och akut smärta är att den förstnämnda har ett större fokus på att lära patienten självhypnos för att själv kunna dämpa smärtan.

## Farmakologisk behandling
Med farmakologisk behandling menas tillförsel på något sätt av något eller några smärtstillande läkemedel.